# Камлюково
Камлюково (рос. Камлюково) — село у Зольському районі Кабардино-Балкарії Російської Федерації.
Орган місцевого самоврядування — сільське поселення Камлюково. Населення становить 2219 осіб.

## Історія
Згідно із законом від 27 лютого 2005 року органом місцевого самоврядування є сільське поселення Камлюково.

## Населення
| 2002  | 2010  | 2012  | 2013  | 2014  | 2015  | 2016  |
| ----- | ----- | ----- | ----- | ----- | ----- | ----- |
| 1943  | ↗2219 | ↗2238 | ↗2259 | ↘2252 | ↗2261 | ↗2263 |
| 2017  | 2018  | 2019  | 2020  |       |       |       |
| ↗2274 | ↘2273 | ↗2282 | ↘2280 |       |       |       |